# Königshügel (Hohner Harde)
Königshügel (dänisch Kongshøj, plattdt.: Hoverland) ist eine zum Amt Hohner Harde gehörende Gemeinde im Kreis Rendsburg-Eckernförde in Schleswig-Holstein (Deutschland).

## Geografie

### Geografische Lage
Das Gemeindegebiet von Königshügel erstreckt sich im Bereich der naturräumlichen Haupteinheit Eider-Treene-Niederung (Nr. 692) auf dem südlichen Ufer des Flusslaufs der Sorge (Flussabschnitt Neue Sorge) etwa 8 km nordwestlich von Rendsburg.

### Gemeindegliederung
Die Gemeinde besteht siedlungsgeografisch aus den beiden Wohnplätzen des Dorfes gleichen Namens und der Häusergruppe Königsberg, welche gut drei Kilometer weiter westlich gelegen ist.

### Nachbargemeinden
Direkt angrenzende Gemeindegebiete von Königshügel sind:
| Meggerdorf                     | Tetenhusen                                  | Lohe-Föhrden |
|                                | Kompassrose, die auf Nachbargemeinden zeigt |              |
| Christiansholm, Friedrichsholm |                                             | Hohn         |

## Geschichte
Beide Ortsteile (Königshügel und Königsberg) wurden im 18. Jahrhundert im Rahmen der Geestkolonisation auf Anordnung des damals in Personalunion auch das Herzogtum Schleswig regierenden dänischen Königs Friedrich V. als sogenannte Kolonistendörfer gegründet.

## Politik

### Gemeindevertretung
Bei der Kommunalwahl am 14. Mai 2023 wurden insgesamt sieben Sitze vergeben. Diese fielen erneut alle an die Kommunale Wählergemeinschaft Königshügel. Die Wahlbeteiligung betrug 61,9 %.

### Wappen
Blasonierung: „Unter eingebogenem silbernen Schildhaupt in Grün eine goldene Krone, begleitet rechts von einem schwebenden silbernen Torfmesser und links von einem schwebenden silbernen Torfspaten, darunter ein silberner Wellenbalken mit einem silbernen Boot.“

## Wirtschaft und Verkehr
Die Wirtschaft in der Gemeinde ist überwiegend von der landwirtschaftlichen Urproduktion geprägt.
Durch die südlich gelegenen Nachbargemeinden verläuft die Trasse der Bundesstraße 202 von Rendsburg nach Eiderstedt, östlich die Bundesstraße 77 von Rendsburg nach Schleswig.